# Cungrea
Cungrea is een Roemeense gemeente in het district Olt.
Cungrea telt 2425 inwoners.